# Кравцив, Мартын Романович
Мартын Романович Кравцив (укр. Мартин Романович Кравціврод. 26 ноября 1990, Львов) — украинский шахматист, гроссмейстер (2009). Чемпион I Всемирных интеллектуальных Игр 2008 года (блиц). В 2016 году победил на международном шахматном турнире «Рижский технический университет Опен» в Риге. Окончил Львовский государственный университет физической культуры.
| Графики недоступны из-за технических проблем. См. информацию на Фабрикаторе и на mediawiki.org. |